# Кушнір Ігор Миколайович (військовик)
І́гор Микола́йович Кушні́р (11 лютого 1984 — 29 серпня 2014) — солдат Збройних сил України, учасник російсько-української війни.

## Короткий життєпис
Народився 1984 року. Місцем народження вказується місто Луцьк. Проживав в селі Великий Омеляник.
В часі війни мобілізований 8 квітня 2014-го — солдат 51-ї окремої механізованої бригади.
Загинув під час прориву з оточення під Іловайськом, був у БМП-2, яку терористи розстріляли на дорозі між хутором Горбатенко та селом Новокатеринівка. У цьому БМП-2 також загинули комбриг 51-ї бригади Павло Півоваренко, Іонов В'ячеслав та один або кілька інших невстановлених військовиків 51-ї механізованої бригади.
15 вересня 2014-го рештки Ігоря були знайдені пошуковою групою Місії «Евакуація-200» («Чорний тюльпан») біля БМП, сильно обгорілі.
У травні 2015 року ідентифікований за експертизою ДНК серед похованих під Дніпропетровськом невідомих Героїв.
Перепохований в Великому Омелянику 20 травня 2015-го.
Без єдиного сина лишилась мама.

## Нагороди та вшанування
За особисту мужність і героїзм, виявлені у захисті державного суверенітету та територіальної цілісності України, вірність військовій присязі під час російсько-української війни, відзначений — нагороджений
- 22 вересня 2015 року — орденом «За мужність» III ступеня (посмертно)[1]
- Його портрет розміщений на меморіалі «Стіна пам'яті полеглих за Україну» у Києві: секція 3, ряд 3, місце 39
- Вшановується 29 серпня на щоденному ранковому церемоніалі вшанування українських захисників, які загинули цього дня у різні роки внаслідок російської збройної агресії[2]
- Іловайський Хрест (посмертно)
- Почесний громадянин Волині (рішення Волинської обласної ради від 10.12.2020 № 2/21; посмертно).